# Förlösa
Förlösa is een plaats in de gemeente Kalmar in het landschap Småland en de provincie Kalmar län in Zweden. De plaats heeft 62 inwoners (2005) en een oppervlakte van 9 hectare. Förlösa wordt omringd door zowel landbouwgrond als bos. In de plaats ligt onder andere de kerk Förlösa kyrka. De stad Kalmar ligt zo'n zeven kilometer ten zuidoosten van het dorp.